# Liste der Kulturdenkmale in Berlin-Mitte

Lage von Mitte in Berlin

In der Liste der Kulturdenkmale von Mitte sind die Kulturdenkmale des Berliner Ortsteils Mitte im Bezirk Mitte aufgeführt.

## Stadtteillisten
Im Berliner Ortsteil Mitte gibt es mehr als 1400 Kulturdenkmale. Daher ist diese Liste in Einzellisten für die verschiedenen Stadtteile aufgegliedert, die im Folgenden sortiert angegeben sind.
In den Stadtteillisten sind sowohl Denkmalbereiche und Einzelbauwerke als auch Garten- und Bodendenkmale aufgeführt.
| Stadtviertel            | Ensembles | Bestandteile der Ensembles | Ehemalige Ensemble- bestandteile | Gesamt- anlagen | Bau- denkmale | Garten- denkmale | Boden- denkmale | Ehemalige Denkmale |
| ----------------------- | --------- | -------------------------- | -------------------------------- | --------------- | ------------- | ---------------- | --------------- | ------------------ |
| Alt-Berlin              | 5         | 15                         | 0                                | 0               | 30            | 1                | 5               | 0                  |
| Alt-Kölln               | 3         | 4                          | 0                                | 0               | 28            | 2                | 4               | 1                  |
| Dorotheenstadt          | 3         | 27                         | 3                                | 4               | 78            | 3                | 1               | 0                  |
| Friedrich-Wilhelm-Stadt | 4         | 66                         | 3                                | 5               | 76            | 3                | 0               | 0                  |
| Friedrichstadt          | 7         | 50                         | 1                                | 3               | 92            | 1                | 5               | 1                  |
| Friedrichswerder        | 0         | 0                          | 0                                | 0               | 7             | 0                | 1               | 0                  |
| Luisenstadt             | 1         | 5                          | 0                                | 5               | 8             | 2                | 1               | 0                  |
| Königsstadt             | 1         | 0                          | 0                                | 2               | 7             | 0                | 1               | 0                  |
| Neu-Kölln               | 3         | 14                         | 0                                | 1               | 27            | 0                | 0               | 0                  |
| Oranienburger Vorstadt  | 3         | 34                         | 1                                | 3               | 74            | 6                | 0               | 2                  |
| Rosenthaler Vorstadt    | 4         | 26                         | 1                                | 3               | 29            | 6                | 1               | 1                  |
| Spandauer Vorstadt      | 1         | 429                        | 7                                | 8               | 154           | 5                | 2               | 0                  |
| Stralauer Vorstadt      | 2         | 11                         | 0                                | 2               | 8             | 0                | 0               | 0                  |
| Gesamt                  | 36        | 685                        | 11                               | 36              | 613           | 29               | 20              | 6                  |

## Stadtviertelübergreifende Denkmale
Denkmalbereiche (Gesamtanlagen) 
| Nr.      | Lage | Offizielle Bezeichnung | Beschreibung | Bild                                                                                              |
| -------- | --- | --- | --- | ------------------------------------------------------------------------------------------------- |
| 09040270 | Berliner Mauer | Berliner Mauer, Grenzmauerabschnitte und Wachtürme Für weitere Bestandteile des Gesamtdenkmals siehe: Alt-Treptow, Altglienicke, Friedrichshain, Kladow, Pankow, Prenzlauer Berg und Reinickendorf | Bestandteile des Gesamtdenkmals: Grenzanlagen mit Mauerabschnitten und Wachtürmen, alle 1961–1989 | Bestandteile des Gesamtdenkmals: Grenzanlagen mit Mauerabschnitten und Wachtürmen, alle 1961–1989 |
| 09040270 | S-Bahnhof Nordbahnhof Gartenstraße (Lage) | Berliner Mauer, Grenzmauerabschnitte und Wachtürme Für weitere Bestandteile des Gesamtdenkmals siehe: Alt-Treptow, Altglienicke, Friedrichshain, Kladow, Pankow, Prenzlauer Berg und Reinickendorf | Grenzmauer und Hinterlandsicherungsmauer westlich der S-Bahntrasse zwischen Liesenbrücken und S-Bahnhof Nordbahnhof und auf dessen Gelände |                                                                                                   |
| 09040270 | S-Bahnhof Nordbahnhof Gartenstraße (Lage) | Berliner Mauer, Grenzmauerabschnitte und Wachtürme Für weitere Bestandteile des Gesamtdenkmals siehe: Alt-Treptow, Altglienicke, Friedrichshain, Kladow, Pankow, Prenzlauer Berg und Reinickendorf | Bahnhofsmauer östlich der S-Bahntrasse zwischen Liesenbrücken und S-Bahnhof Nordbahnhof |                                                                                                   |
| 09040270 | Pflugstraße 1–6 Schwartzkopffstraße (Lage) | Berliner Mauer, Grenzmauerabschnitte und Wachtürme Für weitere Bestandteile des Gesamtdenkmals siehe: Alt-Treptow, Altglienicke, Friedrichshain, Kladow, Pankow, Prenzlauer Berg und Reinickendorf | Hinterlandsicherungsmauer |                                                                                                   |
| 09040270 | Liesenstraße (Lage) | Berliner Mauer, Grenzmauerabschnitte und Wachtürme Für weitere Bestandteile des Gesamtdenkmals siehe: Alt-Treptow, Altglienicke, Friedrichshain, Kladow, Pankow, Prenzlauer Berg und Reinickendorf | Grenzmauer auf dem Alten Domfriedhof der St.-Hedwigs-Gemeinde (siehe auch Gartendenkmal Liesenstraße 8) | Mauerrest Bernauer Straße                                                                         |
| 09040270 | Liesenstraße (Lage) | Berliner Mauer, Grenzmauerabschnitte und Wachtürme Für weitere Bestandteile des Gesamtdenkmals siehe: Alt-Treptow, Altglienicke, Friedrichshain, Kladow, Pankow, Prenzlauer Berg und Reinickendorf | Hinterlandsicherungsmauer auf dem Alten Domfriedhof der St.-Hedwigs-Gemeinde |                                                                                                   |
| 09040270 | Bergstraße Gartenstraße (nördlich Nr. 27) (Lage) | Berliner Mauer, Grenzmauerabschnitte und Wachtürme Für weitere Bestandteile des Gesamtdenkmals siehe: Alt-Treptow, Altglienicke, Friedrichshain, Kladow, Pankow, Prenzlauer Berg und Reinickendorf | Betonplattenwand der Vorfeldsicherung entlang der Begrenzung des Sophien-Kirchhofs II (siehe auch Gartendenkmal Bergstraße 29) |                                                                                                   |
| 09040270 | Bergstraße Gartenstraße (nördlich Nr. 27) (Lage) | Berliner Mauer, Grenzmauerabschnitte und Wachtürme Für weitere Bestandteile des Gesamtdenkmals siehe: Alt-Treptow, Altglienicke, Friedrichshain, Kladow, Pankow, Prenzlauer Berg und Reinickendorf | Betonplattenwand zwischen Gartenstraße und Bergstraße |                                                                                                   |
| 09040270 | Ackerstraße 37 (Lage) | Berliner Mauer, Grenzmauerabschnitte und Wachtürme Für weitere Bestandteile des Gesamtdenkmals siehe: Alt-Treptow, Altglienicke, Friedrichshain, Kladow, Pankow, Prenzlauer Berg und Reinickendorf | Betonplattenwand der Vorfeldsicherung auf dem Friedhof der Elisabethgemeinde (siehe auch Gartendenkmal Ackerstraße 37) | Mauerrest Bernauer Straße                                                                         |
| 09040270 | Bernauer Straße 1–50 Ackerstraße 41–43 Brunnenstraße 48–50, 138–140 Kremmener Straße 4 Ruppiner Straße 10, 40–41 Schwedter Straße 22–223 Schönholzer Straße 13–22 Strelitzer Straße 27–28, 48–49 Swinemünder Straße 23–24, 106–107 Wolliner Straße 47 (Lage) | Berliner Mauer, Grenzmauerabschnitte und Wachtürme Für weitere Bestandteile des Gesamtdenkmals siehe: Alt-Treptow, Altglienicke, Friedrichshain, Kladow, Pankow, Prenzlauer Berg und Reinickendorf | Grenzmauerabschnitt mit Kolonnenweg und Resten der Sicherungsanlagen |                                                                                                   |
| 09040270 | Bernauer Straße 1–50 Ackerstraße 41–43 Brunnenstraße 48–50, 138–140 Kremmener Straße 4 Ruppiner Straße 10, 40–41 Schwedter Straße 22–223 Schönholzer Straße 13–22 Strelitzer Straße 27–28, 48–49 Swinemünder Straße 23–24, 106–107 Wolliner Straße 47 (Lage) | Berliner Mauer, Grenzmauerabschnitte und Wachtürme Für weitere Bestandteile des Gesamtdenkmals siehe: Alt-Treptow, Altglienicke, Friedrichshain, Kladow, Pankow, Prenzlauer Berg und Reinickendorf | Abschnitt der ehemaligen innerstädtischen Grenzanlage mit Hinterlandmauer, Grenzmauer 75, Todesstreifen, Pfosten des Signalzauns, Kolonnenweg, Elektrokasten, Lampen (heute Gedenkstätte Berliner Mauer), war ehemals eigenständiges Baudenkmal (siehe auch Gartendenkmal Friedhof II der Sophien-Gemeinde) | Mauerrest Bernauer Straße                                                                         |
| 09040270 | Bernauer Straße 1–50 Ackerstraße 41–43 Brunnenstraße 48–50, 138–140 Kremmener Straße 4 Ruppiner Straße 10, 40–41 Schwedter Straße 22–223 Schönholzer Straße 13–22 Strelitzer Straße 27–28, 48–49 Swinemünder Straße 23–24, 106–107 Wolliner Straße 47 (Lage) | Berliner Mauer, Grenzmauerabschnitte und Wachtürme Für weitere Bestandteile des Gesamtdenkmals siehe: Alt-Treptow, Altglienicke, Friedrichshain, Kladow, Pankow, Prenzlauer Berg und Reinickendorf | Abschnitt rund um die Fundamente und Untergeschossreste der Versöhnungskirche (siehe auch Bodendenkmal Bernauer Straße 4) | Mauerrest Bernauer Straße                                                                         |
| 09040270 | Ida-von-Arnim-Straße (Lage) | Berliner Mauer, Grenzmauerabschnitte und Wachtürme Für weitere Bestandteile des Gesamtdenkmals siehe: Alt-Treptow, Altglienicke, Friedrichshain, Kladow, Pankow, Prenzlauer Berg und Reinickendorf | Vorfeldsicherungsmauer mit Postenweg, 1984–1986 |                                                                                                   |
| 09040270 | Kieler Straße 2 (Lage) | Berliner Mauer, Grenzmauerabschnitte und Wachtürme Für weitere Bestandteile des Gesamtdenkmals siehe: Alt-Treptow, Altglienicke, Friedrichshain, Kladow, Pankow, Prenzlauer Berg und Reinickendorf | Wachturm der ehemaligen Führungsstelle Kieler Eck, war ehemals eigenständiges Baudenkmal | Günter Litfin Memorial                                                                            |
| 09040270 | Scharnhorststraße (Lage) | Berliner Mauer, Grenzmauerabschnitte und Wachtürme Für weitere Bestandteile des Gesamtdenkmals siehe: Alt-Treptow, Altglienicke, Friedrichshain, Kladow, Pankow, Prenzlauer Berg und Reinickendorf | Hinterlandsicherungsmauer auf dem Invalidenfriedhof, 1961 und 1972, war ehemals eigenständiges Baudenkmal (siehe auch Gartendenkmal Invalidenfriedhof) | Mauerrest Bernauer Straße                                                                         |
| 09040270 | Schiffbauerdamm 40 Adele-Schreiber-Krieger-Straße 1 (Lage) | Berliner Mauer, Grenzmauerabschnitte und Wachtürme Für weitere Bestandteile des Gesamtdenkmals siehe: Alt-Treptow, Altglienicke, Friedrichshain, Kladow, Pankow, Prenzlauer Berg und Reinickendorf | Baumpflanzung und Mauerrelikte im Parlament der Bäume, ab 1961, 1979 und 1990 von Ben Wagin | Parlament der Bäume                                                                               |
| 09040270 | Schiffbauerdamm 40 Adele-Schreiber-Krieger-Straße 1 (Lage) | Berliner Mauer, Grenzmauerabschnitte und Wachtürme Für weitere Bestandteile des Gesamtdenkmals siehe: Alt-Treptow, Altglienicke, Friedrichshain, Kladow, Pankow, Prenzlauer Berg und Reinickendorf | Mauer-Mahnmal des Deutschen Bundestages |                                                                                                   |
| 09040270 | Leipziger Platz (Lage) | Berliner Mauer, Grenzmauerabschnitte und Wachtürme Für weitere Bestandteile des Gesamtdenkmals siehe: Alt-Treptow, Altglienicke, Friedrichshain, Kladow, Pankow, Prenzlauer Berg und Reinickendorf | Hinterlandmauer |                                                                                                   |
| 09040270 | Erna-Berger Straße (Lage) | Berliner Mauer, Grenzmauerabschnitte und Wachtürme Für weitere Bestandteile des Gesamtdenkmals siehe: Alt-Treptow, Altglienicke, Friedrichshain, Kladow, Pankow, Prenzlauer Berg und Reinickendorf | Wachturm | Wachturm, nahe Potsdamer Platz                                                                    |
| 09040270 | Erna-Berger Straße (Lage) | Berliner Mauer, Grenzmauerabschnitte und Wachtürme Für weitere Bestandteile des Gesamtdenkmals siehe: Alt-Treptow, Altglienicke, Friedrichshain, Kladow, Pankow, Prenzlauer Berg und Reinickendorf | 2 Leuchtmasten |                                                                                                   |
| 09040270 | Stresemannstraße 130 (Lage) | Berliner Mauer, Grenzmauerabschnitte und Wachtürme Für weitere Bestandteile des Gesamtdenkmals siehe: Alt-Treptow, Altglienicke, Friedrichshain, Kladow, Pankow, Prenzlauer Berg und Reinickendorf | Hinterlandsicherungsmauer im Umweltministeriumsgebäude |                                                                                                   |
| 09040270 | Niederkirchnerstraße (nördlich Nr. 8) (Lage) | Berliner Mauer, Grenzmauerabschnitte und Wachtürme Für weitere Bestandteile des Gesamtdenkmals siehe: Alt-Treptow, Altglienicke, Friedrichshain, Kladow, Pankow, Prenzlauer Berg und Reinickendorf | Betonplattenwand | Mauerrest Bernauer Straße                                                                         |
| 09040270 | Dresdener Straße | Berliner Mauer, Grenzmauerabschnitte und Wachtürme Für weitere Bestandteile des Gesamtdenkmals siehe: Alt-Treptow, Altglienicke, Friedrichshain, Kladow, Pankow, Prenzlauer Berg und Reinickendorf | Grenzsperranlagen im Tunnel zu Kreuzberg, 1961 (siehe auch Gesamtanlage Dresdener Straße) |                                                                                                   |
| 09040270 | Köpenicker Straße (hinter Nr. 38–48) (Lage) | Berliner Mauer, Grenzmauerabschnitte und Wachtürme Für weitere Bestandteile des Gesamtdenkmals siehe: Alt-Treptow, Altglienicke, Friedrichshain, Kladow, Pankow, Prenzlauer Berg und Reinickendorf | Vorfeldsicherung der Spree zwischen Michaelbrücke und Schillingbrücke mit Postenhaus für 3 Patrouillenboote |                                                                                                   |
| 09040270 | Köpenicker Straße (hinter Nr. 38–48) (Lage) | Berliner Mauer, Grenzmauerabschnitte und Wachtürme Für weitere Bestandteile des Gesamtdenkmals siehe: Alt-Treptow, Altglienicke, Friedrichshain, Kladow, Pankow, Prenzlauer Berg und Reinickendorf | Bootsanlegestelle |                                                                                                   |
| 09040270 | Köpenicker Straße (hinter Nr. 38–48) (Lage) | Berliner Mauer, Grenzmauerabschnitte und Wachtürme Für weitere Bestandteile des Gesamtdenkmals siehe: Alt-Treptow, Altglienicke, Friedrichshain, Kladow, Pankow, Prenzlauer Berg und Reinickendorf | Postenweg und Zaun, Hinterlandsicherungsmauer und Leuchtmasten |                                                                                                   |
| 09040270 | Liesenstraße (Lage) | Ehemaliger Bestandteil: 2023 aberkannt | Reste der Hinterlandmauer auf dem Friedhof II der Französisch-reformierten Gemeinde (siehe auch Gartendenkmal Liesenstraße 7) |                                                                                                   |
| 09030054 | Kupfergraben Am Kupfergraben Am Zeughaus Lustgarten (Lage) | Wasserstraßen um die Spreeinsel mit Brücken und Schleusen mit Wehranlagen, Uferbefestigung, -geländer und Uferwegen Bestandteil der Ensembles: Breite Straße, Museumsinsel und Nikolaiviertel      | Kupfergraben um 1830 und 1870–1899 von Karl Friedrich Schinkel und Peter Joseph Lenné, Umbauten 1930–1939, 1950–1959, 1990–1999 (siehe auch Baudenkmale Bodemuseum, Monbijoubrücke, Pergamonmuseum, Eiserne Brücke, Abflusskanal am Lustgarten und Schlossbrücke)                                           |                                                                                                   |
| 09030054 | Spreekanal Fischerinsel Friedrichsgracht Märkisches Ufer Rolandufer Schinkelplatz Schloßplatz Oberwasserstraße Unterwasserstraße Wallstraße (Lage) | Wasserstraßen um die Spreeinsel mit Brücken und Schleusen mit Wehranlagen, Uferbefestigung, -geländer und Uferwegen Bestandteil der Ensembles: Breite Straße, Museumsinsel und Nikolaiviertel      | Spreekanal um 1830 und 1870–1899 von Karl Friedrich Schinkel und Peter Joseph Lenné, Umbauten 1930–1939, 1950–1959, 1990–1999 (siehe auch Baudenkmale Fundamente Nationaldenkmal, Schleusenbrücke, Neuer Marstall, Jungfernbrücke, Gertraudenbrücke, Grünstraßenbrücke, Roßstraßenbrücke und Inselbrücke)   |                                                                                                   |
| 09030054 | Spree Am Lustgarten Bodestraße Breite Straße Burgstraße James-Simon-Park Monbijoupark Monbijoustraße Spreeufer Vera-Brittain-Ufer (Lage) | Wasserstraßen um die Spreeinsel mit Brücken und Schleusen mit Wehranlagen, Uferbefestigung, -geländer und Uferwegen Bestandteil der Ensembles: Breite Straße, Museumsinsel und Nikolaiviertel      | östlicher Spreearm, um 1830 und 1870–1899 von Karl Friedrich Schinkel und Peter Joseph Lenné, Umbauten 1930–1939, 1950–1959, 1990–1999 (siehe auch Baudenkmale Nationalgalerie und Mühlendamm-Schleuse) |                                                                                                   |
| 09011323 | Stadtbahntrasse zwischen Ostbahnhof und Holtzendorffstraße | Stadtbahnviadukt, Bahndamm, Brückenbauten Für weitere Bestandteile des Gesamtdenkmals siehe: Charlottenburg, Friedrichshain, Hansaviertel, Moabit und Tiergarten                                   | 1875–1882 von Ernst Dircksen, 1912–1939 Umbauten Abschnitt in Mitte war einst eigenständiges Gesamtdenkmal (siehe auch Gesamtanlagen S- und U-Bahnhof Alexanderplatz, S- und U-Bahnhof Friedrichstraße und Baudenkmale S-Bahnhof Börse und S- und U-Bahnhof Jannowitzbrücke)                                |                                                                                                   |
| 09011323 | Stadtbahntrasse zwischen Ostbahnhof und Holtzendorffstraße | Stadtbahnviadukt, Bahndamm, Brückenbauten Für weitere Bestandteile des Gesamtdenkmals siehe: Charlottenburg, Friedrichshain, Hansaviertel, Moabit und Tiergarten                                   | Bahnbrücke am Schiffbauerdamm, 1920, Preußischer Staat |                                                                                                   |
| 09011323 | Stadtbahntrasse zwischen Ostbahnhof und Holtzendorffstraße | Stadtbahnviadukt, Bahndamm, Brückenbauten Für weitere Bestandteile des Gesamtdenkmals siehe: Charlottenburg, Friedrichshain, Hansaviertel, Moabit und Tiergarten                                   | Bahnbrücke Kupfergraben, 1900 & 1933 |                                                                                                   |
| 09011323 | Stadtbahntrasse zwischen Ostbahnhof und Holtzendorffstraße | Stadtbahnviadukt, Bahndamm, Brückenbauten Für weitere Bestandteile des Gesamtdenkmals siehe: Charlottenburg, Friedrichshain, Hansaviertel, Moabit und Tiergarten                                   | Bahnbrücke Spree – Museumsinsel, 1920 |                                                                                                   |
| 09011323 | Stadtbahntrasse zwischen Ostbahnhof und Holtzendorffstraße | Stadtbahnviadukt, Bahndamm, Brückenbauten Für weitere Bestandteile des Gesamtdenkmals siehe: Charlottenburg, Friedrichshain, Hansaviertel, Moabit und Tiergarten                                   | Stadtbahnbrücke Brückenstraße, 1930–1931, Ernst Dircksen |                                                                                                   |
| 09011323 | Stadtbahntrasse zwischen Ostbahnhof und Holtzendorffstraße | Stadtbahnviadukt, Bahndamm, Brückenbauten Für weitere Bestandteile des Gesamtdenkmals siehe: Charlottenburg, Friedrichshain, Hansaviertel, Moabit und Tiergarten                                   | Brücke über die Rochstraße |                                                                                                   |